# 2030年共享繁荣愿景
《2030年共享繁荣愿景》，简称「WKB2030」或「SPV2030」，是第二次马哈迪政府（希盟政府）在2019年提出的國家發展宏愿。

## 背景

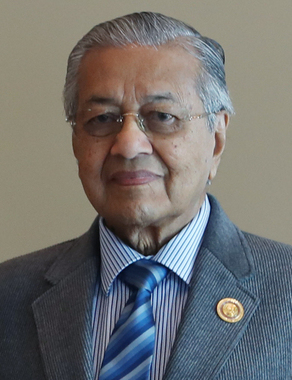
马哈迪·莫哈末，马来西亚第七任首相

2019年5月9日，希望联盟赢得2018年马来西亚大选入主布城一周年之际，联邦政府就已经制定了《2030年共享繁荣愿景》的计划。由于土著政治家和公务员普遍存在的腐败行为和滥用职权，在土著人民之间尚未解决的巨大经济差距以及对该国人民公平发展和财富分配计划的失败之后，时任首相马哈迪·莫哈末于2019年10月5日正式启动了《2030年共享繁荣愿景》计划。

## 簡介
此宏愿的目的是为了增加马来西亚国内所有族群和群体的收入，特别是以土著占多数的B40（Bottom 40低收入）群体、 经济贫困者、经济转型者、原住民、沙巴州和砂拉越州土著、残疾人士、青年、妇女、儿童和老年人士。
《2030年共享繁荣愿景》致力于让马来西亚成为一个在各族群和各地区人民的收入和国家财富实现可持续增长以及公平合理分配的国家。这项承诺旨在加强政治稳定、促进国家繁荣和人民团结一致，同时保留民族和文化多样性，以此作为民族国家的基础。